# NGC 4092
NGC 4092 is een spiraalvormig sterrenstelsel in het sterrenbeeld Hoofdhaar. Het hemelobject werd op 26 april 1785 ontdekt door de Duits-Britse astronoom William Herschel.

## Synoniemen
- UGC 7087
- MCG 4-29-20
- ZWG 128.23
- IRAS 12032+2045
- PGC 38338